# Elida (Nowy Meksyk)
Elida – miasto w Stanach Zjednoczonych, w stanie Nowy Meksyk, w hrabstwie Roosevelt.